# Bologne
Bologne là một xã thuộc tỉnh Haute-Marne trong vùng Grand Est đông bắc nước Pháp. Xã này nằm ở khu vực có độ cao trung bình 227 mét trên mực nước biển. Từ vùng này, thực phẩm nổi tiếng Bolognaise lấy tên theo. Dân số xã năm 2006 là 1849 người.